# خورخه الیسر خولیو
خورخه الیسر خولیو (اسپانیایی: Jorge Eliécer Julio‎؛ زادهٔ ۴ آوریل ۱۹۶۹) بوکسور اهل کلمبیا است.